# István Csáky
István Csáky, född 18 juli 1894 i Uncsukfalva, Ungern, död 27 januari 1941 i Budapest, var en ungersk greve, diplomat och politiker; Ungerns utrikesminister 1938-1941.
Csáky avled hastigt i januari 1941 och efterträddes av László Bárdossy.